# Chamaelycus werneri
Espèce
Synonymes
- Lycophidium werneri Mocquard, 1902

Chamaelycus werneri est une espèce de serpents de la famille des Lamprophiidae. 

## Répartition
Cette espèce se rencontre au Cameroun, au Gabon et en République du Congo.

## Description
L'holotype de Chamaelycus werneri, une femelle, mesure 350 mm dont 45 mm pour la queue. Cette espèce a le corps brun sombre, la face ventrale étant un peu plus clair.

## Étymologie
Cette espèce est nommée en l'honneur de Franz Werner.

## Publication originale
- Mocquard, 1902 : Sur des reptiles et batraciens de l’Afrique Orientale Anglaise, du Gabon et de la Guinée Française (Région de Kouroussa). Bulletin du Museum National d'Histoire Naturelle de Paris, vol. 8, p. 404-417 (texte intégral).